# Loricella
Loricella is een geslacht van keverslakken uit de familie van de Loricidae.

## Soorten
- Loricella angasi (H. Adams in H. Adams & Angas, 1864)
- Loricella dellangeloi Sirenko, 2008
- Loricella eernissei Sirenko, 2008
- Loricella oviformis (Nierstrasz, 1905)
- Loricella profundior (Dell, 1956)
- Loricella raceki (Milne, 1963)
- Loricella scissurata (Xu, 1990)
- Loricella vanbellei Sirenko, 2008